# Grand orgue de l'église Sainte-Marie des Batignolles

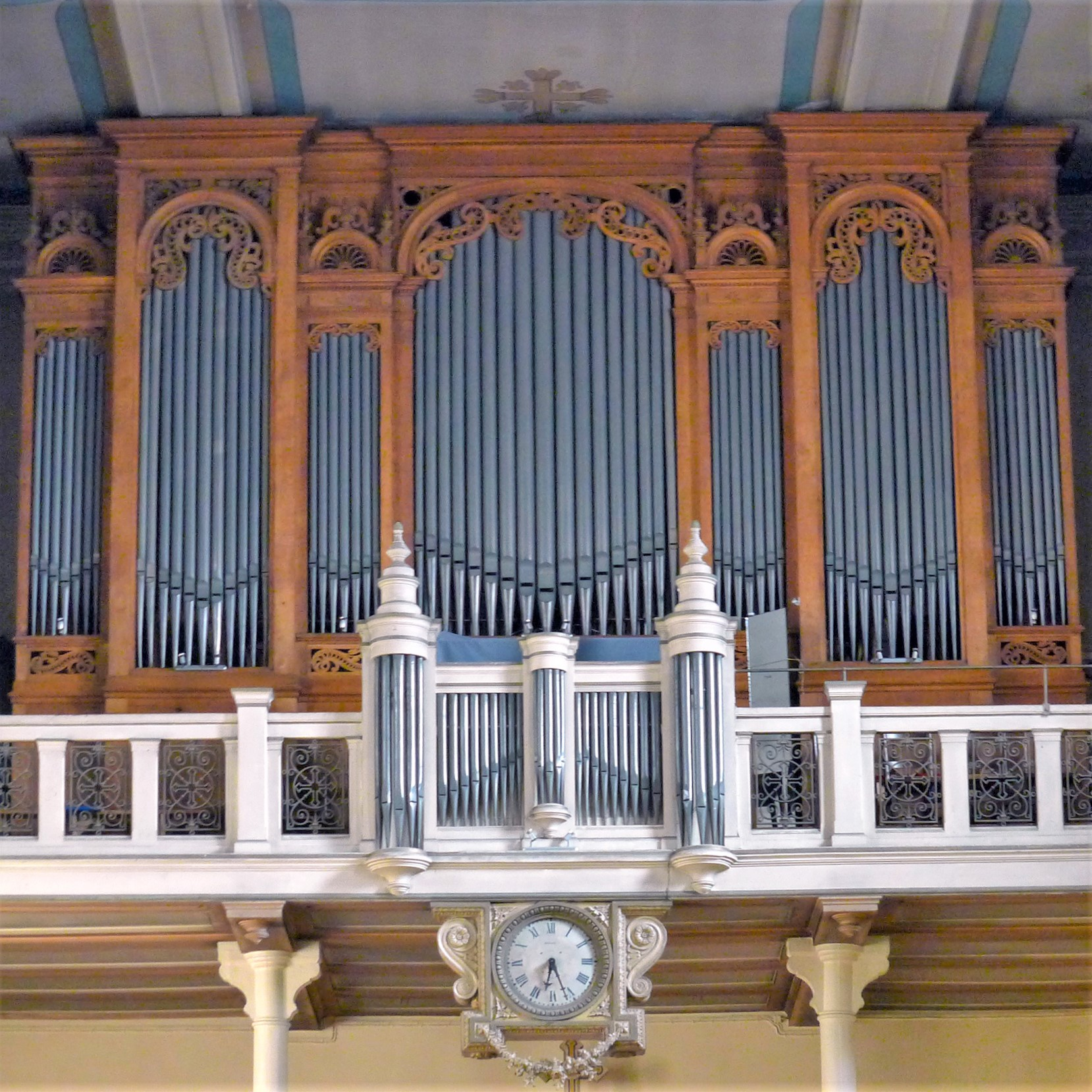
Grand Orgue de l'église Sainte-Marie des Batignolles

Le grand orgue de Sainte-Marie des Batignolles est un orgue construit en 1923, situé dans l'église Sainte-Marie des Batignolles à Paris.

## Histoire
Dans la seconde moitié du XIXe siècle l’église Sainte-Marie des Batignolles possède un grand-orgue Stoltz (36 jeux), qui fonctionne jusqu'en juillet 1912, date à partir de laquelle il est devenu injouable. La Première Guerre mondiale arrête tout projet de reconstruction. Durant l'indisponibilité de cet instrument, c'est l'orgue d'accompagnement, installé dans le chœur, qui est utilisé. Il s'agit d'un Merklin de 16 jeux (2 claviers manuels et pédalier), construit vers 1880. 

## Caractéristiques

### Orgue de tribune
En 1923, un nouveau grand-orgue est construit dans la tribune en revers de façade principale par la société Mutin Cavaillé-Coll. En 1936, il fait l'objet d'un relevage complet par la maison nantaise Gloton-Debierre et plus tard, au lendemain de la Seconde Guerre mondiale, une restauration avec transformations est réalisée par la même manufacture (devenue Beuchet-Debierre) avec une inauguration en novembre 1947 par Maurice Duruflé. 
Régulièrement entretenu durant une vingtaine d'années, il se dégrade ensuite rapidement : en 1977 l'instrument est devenu muet à 50 %, et en 1982, il est complètement inutilisable. 
En 1991, la Manufacture des Grandes Orgues Dargassies-Gonzalez est chargée de le restaurer entièrement et d'y ajouter sept jeux, pour une somme de plus de 1 500 000 francs. Les travaux débutent en mai 1992 ; la bénédiction et l'inauguration par son titulaire, Joachim Havard de la Montagne, ont lieu le 8 octobre 1994. L'instrument comporte alors 35 jeux (dont 30 réels) sur 3 claviers manuels de 56 notes et pédalier à l'allemande de 30 notes, 12 pédales de combinaisons et la pédale d'expression du Récit ; l'ensemble représentant environ 2300 tuyaux. C'est l'Atelier de Facture d'Orgue (AFO - Coutellier) qui en assure contractuellement l'entretien.

#### Composition de l'orgue
| I Grand-orgue C–    |
| Bourdon 16'         |
| Bourdon 8'          |
| Montre 8'           |
| Flûte harmonique 8' |
| Prestant 4'         |
| Flûte 4'            |
| Plein-jeu IV        |
| Trompette 8'        |

| I Positif C– |       |
| Principal    | 8′    |
| Cor de nuit  | 8′    |
| Flûte douce  | 4′    |
| Nasard       | 2/3′  |
| Doublette    | 2′    |
| Tierce       | 13/5′ |
| Clarinette   | 8′    |

| III Récit expressif C– |     |
| Quintaton              | 16′ |
| Diapason               | 8′  |
| Gambe                  | 8′  |
| Flûte traversière      | 8′  |
| Voix céleste           | 8′  |
| Flûte octaviante       | 4′  |
| Octavin                | 2′  |
| Plein-jeu III          |     |
| Basson                 | 16′ |
| Hautbois               | 8′  |
| Trompette harmonique   | 8′  |
| Voix humaine           | 8′  |
| Soprano harmonique     | 4′  |

| Pédale C–    |     |
| Grosse flûte | 16′ |
| Soubasse     | 16′ |
| Bourdon      | 8′  |
| Flûte        | 8′  |
| Flûte        | 4′  |
| Bombarde     | 16′ |
| Trompette    | 8′  |

- Accouplement:  II/I, III/I, III/II. Tirasses I, II, III.
- Spielhilfen: Appel d'anches et mixtures G.O., Récit. Appel d'anches Pédale. Appel du G.O.

## Titulaires
Parmi les musiciens célèbres qui furent organistes titulaires :
- Charles Quef, de 1895 à 1898.
- Adolphe Deslandres et son père Laurent Deslandres
- André Messager,
- Émile Bouichère,
- Henri Busser
- Joachim Havard de la Montagne qui a été organiste pendant 50 ans.
- Jean-Louis Vieille-Girardet
- Simon Prunet-Foch (depuis 2020)